# Podwale (Sainte-Croix)
Pour les articles homonymes, voir Podwale.
Podwale est une localité polonaise de la gmina de Pacanów, située dans le powiat de Busko en voïvodie de Sainte-Croix.